# Steven Truscott
Steven Truscott, född 1945 i Vancouver, är en kanadensisk medborgare dömd till döden 1959 för våldtäkt och mord på klasskamraten Lynne Harper i Clinton, Ontario. Truscott befanns skyldig och dömdes till att hängas i december 1959, men en juryrekommendation för nåd och intensiva protester ledde till att verkställandet uppsköts. Domen lindrades i januari 1960 till livstids fängelse på grundval av hans ringa ålder och anklagelser om en bristfällig utredning, och Truscott släpptes fri 1974. 2007, efter ett fruktlöst försök till DNA-analys av Harpers kropp, benådades Truscott fullständigt och erhöll en ursäkt och kompensation om 6,5 miljoner kanadensiska dollar från delstaten Ontario. Fallet har dokumenterats flitigt, bland annat av Isabel LeBourdais i The Trial of Steven Truscott.